# Leonid Michailowitsch Biberman
Leonid „Leon“ Michailowitsch Biberman (russisch Леонид Михайлович Биберман, englische Transkription: Leonid Mikhailovich Biberman; * 25. Märzjul. / 7. April 1915greg. in Poti, Georgien; † 23. September 1998 in Moskau) war ein russischer Physiker, der auf dem Gebiet der Plasmaphysik arbeitete.

## Leben
Biberman studierte von 1935 bis 1940 am Moskauer Energetischen Institut und begann danach eine Aspirantur bei Walentin Fabrikant. Während des Zweiten Weltkrieges diente er von 1941 bis 1945 in der Roten Armee und wurde zweimal mit Orden geehrt. Nach Kriegsende setzte er seine Aspirantur fort und schloss sie 1946 mit dem akademischen Grad Kandidat der Wissenschaft ab. 1959 erwarb er den russischen Doktortitel (entspricht der Habilitation).
Ende der 1940er und Anfang der 1950er Jahre stand die Entwicklung einer Theorie des Strahlungstransfers im Zentrum seines wissenschaftlichen Interesses. Die in der russischsprachigen Literatur als Biberman-Holstein-Gleichung bekannte Beziehung spielt eine zentrale Rolle bei der Untersuchung der Kinetik und des Transports angeregter Resonanzzustände in Gasen, Plasmen und in kondensierter Materie. Er publizierte in diesen Jahren zahlreiche weitere Arbeiten, unter anderem zur Plasmadiagnostik. In der zweiten Hälfte der 1950er Jahre widmete er sich speziell der Theorie der Wärmeübertragung durch Strahlung. Seine Erkenntnisse über das Verhalten von Raumschiffen beim Eintritt in die dichten Schichten der Atmosphäre trugen wesentlich zur Optimierung der Wärmeisolation von sowjetischen Raumschiffen bei.
Ab 1965 arbeitete Biberman im Institut für hohe Temperaturen der Akademie der Wissenschaften der UdSSR, wo er eine Theorie-Abteilung aufbaute. 1968 publizierte er eine Monografie über die optischen Eigenschaften von Niedertemperaturplasmen. Außerdem beschäftigte er sich zunehmend mit verschiedenen Fragen magnetohydrodynamischer Generatoren.
Neben seiner Tätigkeit an der Akademie der Wissenschaften war er drei Jahrzehnte lang Hochschullehrer am Moskauer Energetischen Institut.
1979 wurde er zum korrespondierenden Mitglied der Akademie der Wissenschaften der UdSSR gewählt.
Biberman starb am 23. September 1998 und wurde auf dem Wagankowoer Friedhof in Moskau beigesetzt.

## Schriften (Auswahl)
- L. M. Biberman, V. S. Vorob’ev, I. T. Yakubov: Kinetics of Nonequilibrium Low-Temperature Plasmas. Springer, 1987, ISBN 978-0-306-10998-0, S. 498 (russisch: Kinetika neravnovesnoj nizko-temperaturnoj plazmy. Moskau 1982.).